# Estádio Alfredo Beranger
O Estádio Alfredo Beranger [em espanhol: Estadio Alfredo Beranger] é um estádio de futebol que fica na na fronteira com Temperley, numa localidade chamada de Turdera, província de Buenos Aires, na Argentina. É o estádio do Club Atlético Temperley, com capacidade para 18 mil espectadores e inaugurado em 13 de abril de 1924. Em 17 de outubro de 1923 foi tomada a decisão de batizar o campo de futebol com o nome de Alfredo Martín Beranger, fundador e ex-presidente do clube de 1919–23, assassinado brutalmente em 29 de março daquele mesmo ano. É um dos estádios mais antigos da região e um dos primeiros a ser batizado com o nome de um dirigente. O primeiro jogo disputado no estádio foi uma partida entre Temperley e Dock Sud, pela primeira rodada do campeonato da Primera División da Asociación Argentina de Football (AAF) (atual Associação do Futebol Argentino – AFA).